# 石井正
石井 正（いしい ただし、1943年11月15日 - ）は、日本の知的財産学者、弁理士。元特許庁特許技監。大阪工業大学名誉教授、知的財産学部初代学部長・知的財産専門職大学院初代研究科長。知的財産教育研究・専門職大学院協議会（現：知的財産大学院協議会）初代会長。深見特許事務所元副会長。IPI-Award(International Patent Information -Award)2010受賞者（アジアにおける知的財産関係者では初）。
大学における知的財産教育・研究推進の第一人者
。

## 来歴・人物
東京都出身。2003年大阪工業大学に日本で初めて設置された知的財産学部の初代学部長として、大学における知的財産専門教育の確立に貢献した。この知的財産学部創設にあたり、学部創設を急いでいた藤田進理事長は当初学者を学部長に想定していたが、拒否されたために特許庁に相談に行ったところ、石井正が紹介された、といういきさつがある。ゆえに、企業出身の教員が多いのが特徴である。1974年の特許庁電子計算機業務課機械化企画室時代、特許審査システムのデータベース化案を「TOPAS」としてまとめ、のちの特許庁の審査の機械化システムの基礎を築いた。もともとこれはNTT側の草案である。
大阪工業大学知的財産学部の創設後、次のように述べている。
「大阪工業大学が知的財産学部を新設した最大の目的は、日本が知的財産立国として世界に躍進していくためのスペシャリスト育成にあります。知的財産には、著作権や商標権、特許権など幅広い分野がありますが、なかでも工学、情報科学分野で新しく開発された科学技術の知的財産権を法的に守る役割は、たいへん大きいといえます。その意味で、理工学系の大学には、常に最新技術の情報があり、これを知的財産学部の教育に随時リンクさせることができるため、即戦力の育成が可能となるのです」。
この知的財産学部を開設した背景には、主に、2002年7月に日本政府の知的財産戦略会議でまとめられた「知的財産戦略大綱」に基づき同年11月に成立した「知的財産基本法」の「知的財産の創造の推進」「国、地方公共団体、大学等および事業者の連携と協力」「知的財産の保護、活用」「知的財産に関する専門的知識を有する人材の確保、養成」といった政府の基本方針にいち早く大学として呼応したかったこと、また、四年制大学を卒業した文科系の女子学生の就職難の問題があったためとされ、次のように述べると共に、大学の在り方についてもメスを入れている。
「女子学生の就職が難しい理由として、企業が女性社員を育てられない、という側面があります。男性社員なら旧来の方法で育成できますが、男性中心の体質が残る企業では、女性の採用に二の足を踏むところも見られます」

「大学教育も、根本的に考え直す時期に来ているのではないでしょうか。文科系の学部でも、何らかの『専門的能力』の習得をより明確に掲げる教育に取り組まなければ、女子学生を、企業の求める人材に育成することはできません」
要するに、多くの大学、なかでも文科系学部は、ビジネスサイドのニーズに応えられる教育態勢が必ずしも充分ではないということになり、だからこそ女子学生の就職難が続いているのであり、大学改革の方向性を考えるヒントも、そこにあると考えているといえる。その意味でも、日本初の知的財産学部は、大きな意味を持つ。知的財産分野で働く人の数は五～六万人といわれ、半数は女性であるという。
（大学改革提言誌「Nasic Release」第9号-2003年11月30日発行）

## 略歴
- 1943年 - 東京都に生まれる
- 東京工業大学附属高等学校卒業
- 1968年 - 中央大学理工学部電気工学科卒業
- 1968年 - 特許庁入庁。審査第二部応用物理配属
- 1972年 - 特許庁審査官
- 1976年 - インディアナ州立パデュー大学大学院留学（1977年まで）
- 1986年10月 - 特許庁総務部電子計算機業務課機械化企画室長
- 1989年10月 - 特許庁審査第四部審査長
- 1991年4月 - 特許庁総務部特許情報企画課長
- 1992年11月 - 特許庁総務部電子計算機業務課長
- 1994年7月 - 特許庁審査第二部首席審査長（計測）
- 1995年10月 - 特許庁審査第二部長
- 1998年1月 - 特許庁審判部長
- 1999年6月 - 特許庁特許技監
- 2001年4月 - 大阪工業大学教授
- 2001年6月 - 社団法人日本国際知的財産保護協会理事長
- 2003年 - 大阪工業大学知的財産学部長
- 2005年 - 大阪工業大学知的財産専門職大学院研究科長
- 2011年4月 - 大阪工業大学名誉教授 深見特許事務所副会長・弁理士
- 2019年9月 - 深見特許事務所副会長退任、特別顧問[10]

## 著書
- 特許への挑戦 - 実例でみる特許のポイント（1973年、発明協会） - 共著
- 特許ビジネス - 実例でみる企業戦略のポイント（1974年、発明協会）
- 明日へのパテントマネジメント - 特許戦略は企業の明日を決める（1975年、発明協会）
- 電子政府と知的財産 - ペーパーレスシステムの技術と開発（2004年5月、経済産業調査会、ISBN 978-4806527022） - 共著
- MPEPの要点が解る米国特許制度解説（初版：2004年5月26日、第2版：2006年6月、エイバックズーム、ISBN 978-4901298063） - 監修
- 知的財産の歴史と現代 - 経済・技術・特許の交差する領域へ歴史からのアプローチ（2005年6月、発明協会、ISBN 978-4827108057 ）
- 誰でもわかる 知的財産入門（2005年11月20日、電気新聞、ISBN 978-4902553222） - 共著
- チザイの人 - 大阪工業大学「知的財産学部」誕生の衝撃（2007年8月、三五館、ISBN 978-4883203994）
- トヨタの遺伝子 - 佐吉と喜一郎のイノベーション（2008年3月、三五館、ISBN 978-4883204243）
- 歴史のなかの特許 - 発明への報奨・所有権・賠償請求権（2009年4月、晃洋書房、ISBN 978-4771020504）